# شون غالاغير (رجل أعمال)
شون غالاغير (بالإنجليزية: Seán Gallagher)‏ هو مشارك تلفزيون الواقع ‏ وشخصية أعمال أيرلندي، ولد في 7 يوليو 1962 في Monaghan ‏ في جمهورية أيرلندا.

## وصلات خارجية
- الموقع الرسمي